# Стародубцы
Староду́бцы (бел. Старадубцы) — деревня в Кобринском районе Брестской области Белоруссии. Входит в состав Городецкого сельсовета.
По данным на 1 января 2016 года население составило 23 человека в 15 домохозяйствах.

## География
Деревня расположена в 37 км к юго-востоку от города Кобрин, 11 км к юго-востоку от станции Городец и в 81 км к востоку от Бреста, у автодороги М1 Брест-Минск.
На 2012 год площадь населённого пункта составила 0,47 км² (47 га).

## История
Населённый пункт известен с 1563 года как Старый Дуб — урочище села Углы. В разное время население составляло:
- 1999 год: 36 хозяйств, 63 человека;
- 2009 год: 31 человек;
- 2016 год[2]: 15 хозяйств, 23 человека;
- 2019 год[1]: 6 человек.